# ニコラス・キャンベル
ニコラス・キャンベル (Nicholas Campbell) 
1. カナダの映画、テレビ、声優、映画製作者。en:Nicholas Campbell
2. 不動産業務、取引に従事する人物。本項

ニコラス・キャンベル (Nicholas Campbell) は、個人事業者や個人投資家向けの勉強会主催人。グローバルに活躍。ニュージーランド出身。

## 来歴・人物
大学卒業後、ニュージーランドの大手金融組織にて企業育成に携わり、金融関係の財務改善化、起業者を成功へと導くキャッシュフロー革命などに注力する。その後、日本へ移る。2022年7月から個人投資家向けの勉強会主催、教育研修活動などを行っている。「多くの方たちを豊かで、幸せにする」ことをミッションしたWEB勉強会が話題。

## エピソード
母国の大手金融組織にて企業育成に携わった際に、上場企業の大手電気会社の万年の赤字を解消するという偉業を成し遂げる。さらに、競合他社が溢れるレッドオーシャンでビジネスを行い、当時倒産寸前だった企業を救出することに成功する。社員わずか2名という状態から、社員を200人弱の規模へと拡大させた。
| サブスタブ | この項目は、まだ閲覧者の調べものの参照としては役立たない、書きかけの項目です。この項目を加筆・訂正などしてくださる協力者を求めています。このテンプレートは分野別のサブスタブテンプレートやスタブテンプレート（Wikipedia:分野別のスタブテンプレート参照）に変更することが望まれています。 |